# Benthamia cuspidata
Benthamia cuspidata là một loài thực vật có hoa trong họ Lan. Loài này được H.Perrier mô tả khoa học đầu tiên năm 1934.

## Tên gọi khác
- Cuspidata Thyme
- Cuspidata Thymus
- Cuspidata' Thyme
- Cuspidata Benthamia

## Đặc điểm, nơi sống
Loài cây này có thân gỗ, lá hình quả trứng và có hoa nhỏ màu vàng có hai cánh hình môi. Hạt là hạt nhỏ, hình bầu dục, màu nâu. Cây giống là những cây con nhỏ, màu xanh, hình bầu dục.
Cây có nguồn gốc ở khu vực Địa Trung Hải, thường tìm thấy ở nơi khô ráo, nhiều nắng như sườn đá, sườn đồi, đồng cỏ thưa, rừng thưa...

## Công dụng
Benthamia cuspidata được sử dụng như một loài cây cảnh. Ngoài ra, nó cò tính sát trùng và chống viêm nên được sử dụng trong các loại trà thảo mộc hay dùng trong ẩm thực. Loài cây này cũng có tác dụng làm dịu cơ thể.

## Trồng trọt và nhân giống
Benthmia cuspidata là một loại thảo dược lâu năm phát triển tốt nhất ở nơi có đầy đủ ánh nắng và đất thoát nước tốt. Nó được nhân giống bằng hạt hoặc chiết cành. Hạt giống nên được gieo vào mùa xuân hoặc mùa thu và nên phủ một lớp đất mỏng. Việc chiết cành cũng nên được thực hiện vào mùa xuân hoặc mùa thu. Cây có thể được chia thành các cụm nhỏ và trồng lại.